# Калмицький кавалерійський корпус (Третій Рейх)
Калми́цький кавалері́йський ко́рпус (нім. Kalmückische Kavalleriekorps) — кавалерійський корпус Вермахту за часів Другої світової війни, сформований на окупованих територіях Калмицької АРСР з калмиків (полонених червоноармійців та представників місцевого населення).

## Історія

### Формування
Перший калмицький ескадрон у складі Вермахту було створено командиром 16-ї моторизованої дивізії генерал-лейтенантом Зігфрідом Генріці у вересні 1942 року. Керівництво підрозділом було доручене зондерфюреру абверу Отто Вербі, відомому як доктор Долль (нім. Dr. Doll). Невдовзі було створено ще один ексадрон, а до кінця листопада 1942 року у підпорядкуванні Отто Верби вже було чотири ескадрони, які отримали назву Калмицьке з'єднання доктора Долля (нім. Kalmucken Verband dr. Doll). Підрозділ формувався на теренах окупованих улусів Калмицької АРСР з числа місцевого населення, значну частину вояків калмицьких ескадронів також складали полонені червоноармійці, насамперед з лав 110-ї кавалерійської дивізії Червоної Армії. Цю радянську дивізію було сформовано за розповсюдженою на початку війни національною ознакою з калмиків, багато з яких потрапили у полон влітку 1942.
Калмицька кіннота зі з'єднання доктора Долля виконувала охоронні функції, боролася з радянськими партизанами та розвідгрупами, а також здійснювала розвідувальні рейди на контролювані радянськими військами території. Також калмицькі ескадрони брали участь в операціях німецько-румунських військ на напрямку Астрахані.
Загалом діяльність з'єднання та бойові якості калмиків були високо оцінені німецьким командуванням, яке позитивно сприйняло можливість збілшення чисельності калмицького підрозділу. За наявності досить розповсюджених антирадянських настроїв серед калмицького населення вже до кінця 1942 року з'єднання доктора Долля було розширене до 25 ескадронів по 100—150 вояків у кожному, а в січні 1943 року отримало статус Калмицького кавалерійського корпусу (нім. Kalmückische Kavalleriekorps).
Відмінною особливістю Калмицького корпусу в порівнянні з більшістю інших східних легіонів у складі Вермахту була практично повна відсутність німецьких офіцерів у структурі командування підрозділом. Командирами ескадронів та дивізіонів, кожен з яких об'єднував по п'ять ескадронів, були калмики, здебільшого колишні офіцери 110-ї кавалерійської дивізії РСЧА, у тому числі випускники Військової академії у Москві. Структура командування корпусу була подібною до прийнятої в Червоній армії, значна частина вояків корпусу використовувала радянську зброю та була вдягнута в радянські однострої без знаків відзнаки, також розповсюдженим був цивільний одяг з елементами національного калмицького костюму.

### 1943—1944
Формування Калмицького кавалерійського корпусу проходило на тлі оборонних боїв проти 28-ї армії Сталінградського фронту, який перейшов у наступ на території Калмикії наприкінці листопада 1942 року. Більша частина Калмицького корпусу у лютому 1943 року відступила у взаємодії з 3-тю танковою дивізією за Дон, разом з вояками територію Калмикії залишили багато членів їх родин, на яких чекали неминучі репресії. Водночас близько п'яти ескадронів корпусу лишилися в Калмикії, де почали діяти як партизансько-диверсійні підрозділи.
Навесні 1943 року, калмики зайняли позиції у Приазов'ї, в тилу 24-го танкового корпусу, що закривав південну ділянку фронту, який проходив між Таганрогом і Ростовом-на-Дону. Функції калмицької кінноти обмежувалися патрулюванням узбережжя для унеможливлення атаки з моря в тил німецьких частин, а також антипартизанська та антидиверсійна діяльність, охорона мостів, складів та інших об'єктів.
Наприкінці квітня 1943 Калмицький корпус було передано у розпорядження 6-ї армії і відведено до Дніпропетровська, де він продовжував виконувати аналогічні охоронні функції. У грудні 1943 року корпус провів масштабну операцію з нейтралізації партизанських з'єднань, які діяли в Дніпровських плавнях, в тилу 40-го танкового корпусу.
З просуванням лінії фронту на захід Калмицький корпус було відведено спочатку до Угорщини, а навесні 1944 року до Польщі, в район Любліна, де він продовжив виконувати функції охорони важливих об'єктів інфраструктури та боротьби з партизанами.
15 травня 1944 року підрозділ Калмицького корпусу в кількості близько 250 осіб, що в Новому Селі (тепер — в гміні Чесанів Любачівського повіту в Підкарпатському воєводстві на сході Польщі) грабував місцеве українське населення, відбираючи в нього худобу, в першу чергу коней, на м'ясо, був заатакований сотнею «Залізняка» УПА і після годинного бою змушений відступити у напрямі села Башня (тепер — села Башня Горішня та Башня Долішня в гміні Любачів), де розташовувались інші їхні підрозділи, залишивши повстанцям трофеї: «два ручних кулемета зразка ЛМГ-42, кільканадцять МП та рушниць, багато амуніції, боєприпаси».
У липні 1944 року калмики потрапили під удар наступаючих радянських військ та зазнали значних втрат. Зокрема, було вбито командира корпусу Отто Вербу (д-ра Долля) і на місце було призначено полковника Бергена.

### Завершення війни
Наступне зіткнення Калмицького корпусу з регулярними частинами Червоної армії відбулося 16 січня 1945 року в районі міста Радом. Зазнавши нищівних втрат, залишки корпусу все ж змогли уникнути оточення і відійти на захід. В містечку Нойгаммер було проведено реорганізацію. Усіх цивільних осіб, що супроводжували корпус, було евакуйовано до Баварії, а з боєздатних бійців корпусу було сформовано посилений кавалерійський полк, який було переведено під оперативне командування 15-го козачого кавалерійського корпусу СС та спрямовано на територію Хорватії для боротьби з югославськими партизанами.
Частина вояків корпусу потрапила у полон до партизанів, решта змогла пробитися на захід та здатися англійським військам, втім і тих, й інших, а також членів їх родин, було передано до Радянського Союзу.
Факт існування Калмицького кавалерійського корпусу у лавах Вермахту зіграв трагічну роль не лише для вояків підрозділу та членів їх родин, але й для калмицького народу загалом, який було звинувачено у колабораціонізмі. Після зайняття території Калмицької АРСР радянськими військами, цю національну автономію було скасовано (27 грудня 1943 року), її територію було розділено між сусідніми областями, а більшість калмицького населення депортовано до віддалених регіонів Сибіру та Середньої Азії.

## Історичні оцінки
Аналогічно до більшості інших «східних легіонерів» вояків Калмицького кавалерійського корпусу в Радянському Союзі однозначно трактували як зрадників батьківщини, у той час як західні історики менш категоричні в оцінках. Зокрема, співробітництво калмиків з Вермахтом розглядається як реалізація антирадянських настроїв, розповсюджених серед значної частини калмицького населення, та, навіть, як елемент національно-визвольної боротьби, що мала на меті побудову власного національного державного утворення.

## Склад
Станом на 31 серпня 1943 року:
- Штаб корпусу
- 1-й дивізіон (1, 4, 7, 8 та 18 ескадрони)
- 2-й дивізіон (5, 6, 12, 20 та 23 ескадрони)
- 3-й дивізіон (3, 14, 17, 21 та 25 ескадрони)
- 4-й дивізіон (2, 13, 19, 22, та 24 ескадрони)

Ще п'ять ескадронів (9, 10, 11, 15 та 16) після відходу німецьких військ залишилися у Калмикії, де продовжували партизанську війну.

## Емблема
Нарукавною емблемою вояків корпусу було зображення буддистського символу подвійної ваджри.